# Artemiwsk (Perewalsk)
Artemiwsk (ukrainisch Артемівськ – ukrainisch offiziell seit dem 12. Mai 2016 Kyputsche/Кипуче; russisch Артёмовск/Artjomowsk) ist eine Stadt im Osten der Ukraine mit etwa 7500 Einwohnern.

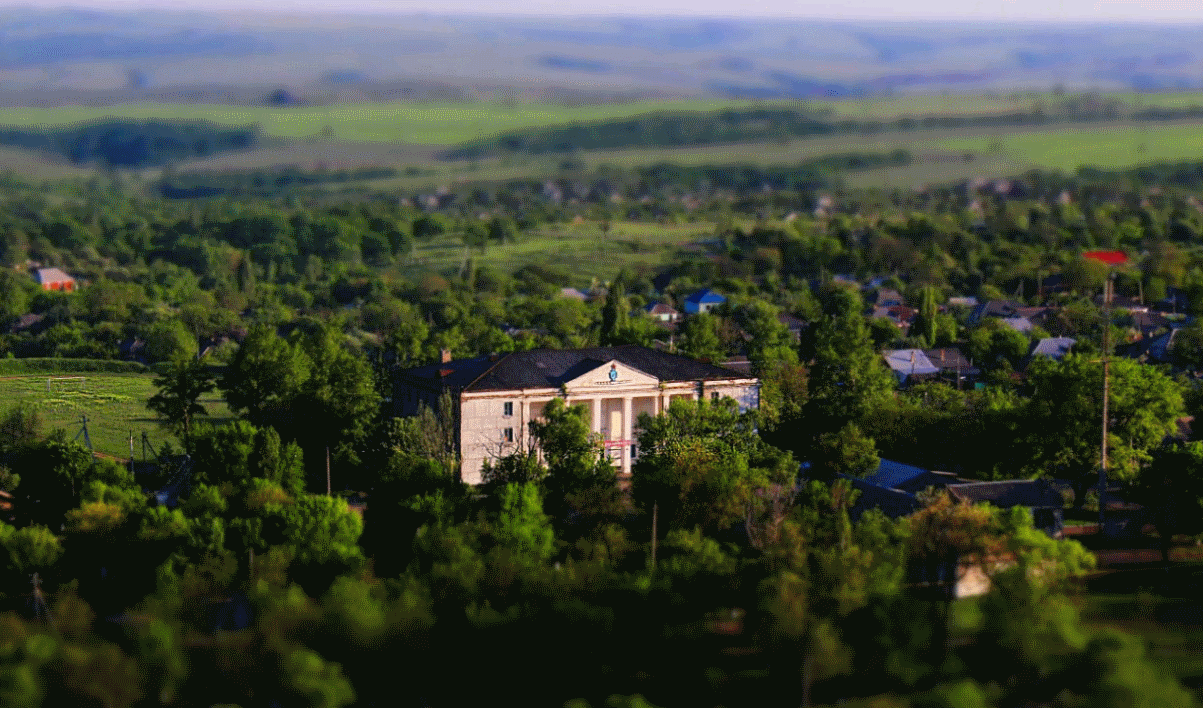
Kulturhaus im Ort

Der Ort ist im Westen der Oblast Luhansk sowie im Norden des Rajons Perewalsk, etwa 6 Kilometer westlich vom Rajonszentrum Perewalsk und 42 Kilometer südwestlich der Oblasthauptstadt Luhansk am Fluss Bila gelegen.

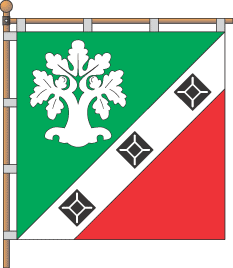
Flagge des Ortes

Artemiwsk wurde 1910 als Eisenbahnstationssiedlung Katerinowka gegründet und 1923 zu Ehren des russischen Revolutionärs Fjodor Andrejewitsch Sergejew in Artema (селище імені Арте́ма) umbenannt. 1938 erhielt der Ort den Status einer Siedlung städtischen Typs und wurde in Artemiwsk/Artjomowsk umbenannt, 1962 erhielt sie den Stadtstatus zuerkannt.
Seit Sommer 2014 ist die Stadt im Verlauf des Ukrainekrieges durch Separatisten der Volksrepublik Lugansk besetzt.